# Eddie Jordan (cestista)
Edward Montgomery Jordan, detto Eddie (Washington, 29 gennaio 1955), è un ex cestista e allenatore di pallacanestro statunitense, professionista nella NBA.

## Carriera

### Giocatore
Proviene dalla Rutgers University, dove ha giocato fino al 1977. Proprio in quell'anno viene scelto al secondo giro del draft dai Cleveland Cavaliers come 33ª scelta. I Cavs lo girano dopo poche gare ai New Jersey Nets, team in cui Jordan gioca fino al 1980.
In seguito viene ceduto ai Los Angeles Lakers e, sotto la guida di Pat Riley, si aggiudica il titolo NBA del 1982. L'anno successivo riesce a giocare appena 35 partite e la sua carriera si chiude nel 1983-84 con due brevi apparizioni, prima a Portland, e successivamente di nuovo ai Lakers.
Da professionista ha tenuto una media di 8,1 punti, 3,8 assist e 1,08 palle rubate in 420 gare.

### Coach
Dopo il ritiro ritorna come vice-allenatore volontario al suo ex-college, con cui aveva raggiunto la finale NCAA nel 1976. In seguito arrivano i primi incarichi ufficiali: come assistente prima di Boston College (1986) e poi nuovamente della Rutgers University (1988).
Nel 1992 diventa vice-allenatore ai Sacramento Kings, e verso la fine della stagione 1996-97 viene promosso alla guida della squadra. Confermato alla guida dei Kings nel campionato successivo, non riesce però ad andare oltre un modesto record di 27-55, che gli vale il licenziamento.
Nel 1999 ricopre di nuovo la carica di vice allenatore, questa volta ai Nets. Rimane nel New Jersey fino a che i Washington Wizards non gli offrono la panchina nel 2003-04. La prima annata è disastrosa (25 vinte-57 perse), tuttavia nei tre anni seguenti Jordan porta Wizards ai playoff, raggiungendo tra l'altro le semifinali di conference nel 2005-06.
Nel 2007 la squadra arriva ai play-off ma viene eliminata subito da Cleveland con un secco 4-0, soprattutto a causa delle numerose assenze, tra cui i leader Gilbert Arenas e Caron Butler, tra i "maghi".

## Palmarès

### Giocatore
- Campionato NBA: 1

Los Angeles Lakers: 1982

### Allenatore
- Allenatore all'NBA All-Star Game (2007)